# Campeonato Fijiano de Futebol de 2023
O Campeonato Fijiano de 2023 (por questões de patrocínio Digicel Fiji Premier League 2023) foi a 47ª edição desta competição futebolistica organizada pela Associação de Futebol de Fiji (FFA). Foi realizada entre os dias 25 de fevereiro até 10 de setembro, sendo disputada por 10 equipes.
As dez equipes jogaram no sistema de todos contra todos com turno e returno, totalizando 18 rodadas. Ao final da temporada, o campeão e o vice-campeão se classificaram para a Liga dos Campeões da OFC de 2024, enquanto o último colocado foi rebaixado para a Segunda Divisão de 2024. O atual campeão era o Rewa, tendo vencido a edição de 2022.

## Classificação
| Pos | Equipe            | Pts | J  | V  | E | D  | GP | GC | SG  | Classificado                                     |
| --- | ----------------- | --- | -- | -- | - | -- | -- | -- | --- | ------------------------------------------------ |
| 1   | Lautoka (C)       | 40  | 18 | 12 | 4 | 2  | 50 | 21 | +29 | Classificados à Liga dos Campeões da OFC de 2024 |
| 2   | Rewa              | 33  | 18 | 9  | 6 | 3  | 31 | 16 | +15 | Classificados à Liga dos Campeões da OFC de 2024 |
| 3   | Suva              | 29  | 18 | 8  | 5 | 5  | 32 | 21 | +11 |                                                  |
| 4   | Labasa            | 28  | 18 | 7  | 7 | 4  | 17 | 11 | +6  |                                                  |
| 5   | Ba                | 25  | 18 | 6  | 7 | 5  | 21 | 18 | +3  |                                                  |
| 6   | Nadi              | 24  | 18 | 7  | 3 | 8  | 27 | 34 | −7  |                                                  |
| 7   | Tailevu Naitasiri | 24  | 18 | 7  | 3 | 8  | 21 | 29 | −8  |                                                  |
| 8   | Navua             | 20  | 18 | 5  | 5 | 8  | 24 | 28 | −4  |                                                  |
| 9   | Nadroga           | 13  | 18 | 4  | 1 | 13 | 18 | 46 | −28 |                                                  |
| 10  | Tavua             | 10  | 18 | 1  | 7 | 10 | 21 | 38 | −17 | Rebaixado à Senior League de 2024                |